# Паукку, Лемби Петровна
Лемби Петровна Паукку (Paukku, Lembi Peetri) (1916 — 1976) -	доярка совхоза «Удева» Министерства совхозов СССР, Пайдеский уезд Эстонской ССР, Герой Социалистического Труда (05.10.1949).
Родилась 11 февраля 1916 года. Эстонка.
С 1946 года работала дояркой совхоза «Удева» Министерства совхозов СССР, Пайдеский уезд (район) Эстонской ССР.
Умерла 30 января 1976 г. в Таллине.
Герой Социалистического Труда (05.10.1949) – за достижение высоких показателей по надоям молока.
Жена Ивана Ивановича Паукку (1915-1999), Героя Социалистического Труда. У них было пятеро детей.